# Pietro Badoglio
Pietro Badoglio, 1r Duc d'Addis Abeba i 1r Marquès de Sabotino, (28 de setembre de 1871 – 1 de novembre de 1956) va ser un soldat i polític italià. Va ser membre del Partit Nacional Feixista i comandà les tropes del seu país a les ordres del dictador italià Benito Mussolini durant la Segona Guerra Italianoetíop; sent-li atorgat el títol de Duc d'Addis Abeba.
El 24 de juliol de 1943, mentre que Itàlia patia diverses derrotes durant la II Guerra Mundial, Mussolini convocà el Gran Consell Feixista, que votà que no confiava en ell. L'endemà, Il Duce va ser retirat del govern pel rei Víctor Manuel III i arrestat. Badoglio va ser nomenat Primer Ministre d'Itàlia, i mentre que regnava la confusió al país, signà un armistici amb els aliats. Quan es va fer públic, Itàlia va quedar sotmesa al caos. El Rei i Badoglio van abandonar Roma, deixant a l'exèrcit sense ordres a seguir.
Des de Bríndisi, el 13 d'octubre, Badoglio, en nom del Regne d'Itàlia va declarar la guerra contra l'Alemanya nazi. Badoglio no va durar gaire temps com a Primer Ministre, ja que l'opinió pública no tolerava que algú amb un passat feixista encapçalés el govern. El 1944, Badoglio va ser substituït per Ivanoe Bonomi, del Partit Democràtic dels Treballadors.

## Biografia
Va néixer a Grazzano Monferrato (posteriorment Grazzano Badoglio), a la província d'Asti, al Piemont, fill de Mario Badoglio, un terratinent local, i de Antonietta Pittarelli. Ingressà el 5 d'octubre de 1888 a l'Acadèmia Militar de Savoia de Torí, es graduà com a sottotenente d'artilleria el 1890.
El 7 d'agost de 1892 va ser assignat al 19è Regiment d'artilleria, i el 1896 marxà cap a l'Eritrea per fer front a la invasió abissínia de la colònia. El 1912 participà en la Guerra italo-turca per la possessió de Líbia, distingint-se a la batalla de Zanzur i sent condecorat al valor.

### Primera Guerra Mundial
Després d'una breu i tranquil·la (alhora que influent) estada al Servei Geogràfic Militar, inicià la seva participació en la I Guerra Mundial com a tenente colonnello, al capdavant del II Exèrcit, per ser promogut al rang de general després de la conquesta al capdavant de la 4a Divisió del Monte Sabotino (Quarta batalla del Insonzo) al maig de 1916. La victòria li proporcionà la promoció, la Medalla al Valor Militar de Plata i el títol de Marquès de Sabotino, concedit pel rei Víctor Manuel III.
Però per l'altre costat, Badoglio era un dels comandants a Caporetto: el 24 d'octubre de 1917 les tropes alemanyes i austríaques van trencar el front del seu XXVII Cos. Malgrat això i gràcies a les seves coneixences entre els maçons (entre ells el seu superior, el General Capello) va ser nomenat vice-cap d'Estat Major de l'Exèrcit (Sottocapo di Stato Maggiore dell'Esercito), depenent directament del general Armando Diaz, mentre que el general Cardona i altres oficials al comandament del front eren rellevats del comandament.
Al final de la guerra formà part de la comissió que va obtenir l'armistici del 4 de novembre amb els austríacs (general Viktor Weber Edler von Webenau). El 1918 va ser nomenat Senador i comissari per la Marca juliana i, des d'aquesta posició, assistí a la presa del Fiume per Gabriele D'Annunzio.

### Període d'entreguerres

#### Badoglio i el Règim
Badoglio va ser nomena Cap de l'Estat Major. Des d'aquest paper va conviure amb un cert malestar, compartit amb l'alta jerarquia militar, per l'ascens de feixisme. Creu que pot tenir l'oportunitat de tancar la Marxa sobre Roma ordenant l'estat de setge. Amb el feixisme, a més, té un altre punt de discòrdia, com és la formació de cossos armats aliens a l'Exèrcit (com la Milizia o els squadristi. Davant la seva oposició a Mussolini, aquest, per apartar-lo, el nomenà ambaixador plenipotenciari al Brasil (1924).
Torna a Itàlia el 1925 (després de l'afer Matteotti), i és nomenat Cap de l'Estat Major de les Forces Armades de Terra, Mar i Aire, la màxima autoritat militar del país; és promogut a Mariscal d'Itàlia el 1926 i nomenat Governador General de la Cirenaica i la Tripolitània el 1928; i el 1929 rep del Gran Collar de l'Orde Suprem de la Santíssima Anunciació (amb títol de cosí del Rei), i el 1935 és nomenat Comandant Suprem d'Eritrea

#### La conquesta colonial
Quan Emilio de Bono inicià la invasió d'Abisínia el 3 d'octubre de 1935, Badoglio no es trobava a l'Àfrica oriental. De Bono era el comandant en cap de totes les forces militars italianes que envaïen Etiòpia, i estava comandant directament l'exèrcit invasor al front nord. Finalment, el progrés de la invasió de De Bono va ser jutjat com massa lent per Mussolini, i Badoglio, que havia llançat una campanya epistolar contra la campanya de De Bono, el substituí a finals de desembre.
Badoglio hagué d'encarar immediatament l'Ofensiva de Nadal, i demanà i aconseguí l'aprovació per l'ús de gas mostassa. L'usà per destruir de manera efectiva als exèrcits etíops que lluitaven al front nord. Badoglio comandà l'exèrcit italià d'invasió a la Primera batalla de Tembien, a la batalla d'Amba Aradam, a la Segona Batalla de Tembien i a la batalla de Shire. El 31 de març, Badoglio derrotà l'Emperador Haile Selassie, que comandava al darrer exèrcit etíop al front nord a la batalla de Maychew. El 26 d'abril, sense cap resistència entre ell i Addis Abeba, Badoglio llançà la seva Marxa de la Voluntat Fèrria, per capturar la capital etíop. El 2 de maig, Haile Selassie abandonà el país.
El 5 de maig de 1936, el Mariscal Badoglio entrà victoriós a Addis Ababa, i declarà a com l'Emperador d'Etiòpia. Etiòpia ser va declarada part de l'Imperi Italià. Seguidament, Badoglio va ser nomenat el primer Virrei i Governador General d'Etiòpia, rebent el títol de Duc d'Addis Abeba.
L'11 de juny de 1936, Rodolfo Graziani substituí a Badoglio com a Virrei i Governador General d'Etiòpia. Badoglio tornà als seus deures com a Comandant en Cap de l'Estat Major General Italià.

### La Segona Guerra Mundial
Badoglio era contrari al Pacte d'Acer italo-alemany, i es mostrava pessimista sobre les oportunitats d'un èxit italià en una guerra europea, però no s'oposà a la decisió de Mussolini i del Rei de declarar la guerra a França i al Regne Unit. Quan el Duce manifestà la necessitat d'atacar, Badoglio va adduir dificultats en l'elaboració de plans ofensius, sent substituït pel general Rodolfo Graciani. Comandant del Front de Grècia, i després de la pobre actuació de l'exèrcit i sent objecte de grans crítiques provinents de la jerarquia feixista, dimití de l'Estat Major General, sent substituït per Ugo Cavallero.

### La caiguda de Mussolini
El 24 de juliol de 1943, després de la invasió aliada de Sicília, hi va haver una reunió del Gran Consell Feixista. L'endemà, en el que tècnicament seria un cop d'estat, el Rei Víctor Manuel retirà a Mussolini com a Primer Ministre i nomenà a Badoglio perquè encapçalés el govern en lloc seu. Es declarà la llei marcial, Mussolini va ser detingut i s'obriren negociacions de manera encoberta amb els aliats, encara que tant el Rei com Badoglio proclamaven públicament que Itàlia seguiria formant part de l'Eix.
El 3 de setembre, el General Giuseppe Castellano signà l'armistici italià amb els aliats a Cassibile, sent publicat pels Aliats el dia 8, abans que Badoglio ho hagués pogut comunicar a les forces armades italianes. Les unitats del Regio Esercito, la Regia Marina i la Regia Aeronautica van quedar generalment sorpreses pel canvi, i no estaven preparades quan els alemanys es van afanyar a desarmar-les. Poc després que es publiqués l'Armistici, el Rei Victor Manuel, Bagoglio, alguns ministres militars i el Cap de l'Estat Major General fugiren a Pescara i a Bríndisi buscant la protecció aliada.
El 23 de setembre se signà la versió definitiva de l'armistici a Malta. El govern de Badoglio declarava oficialment la guerra a Alemanya el 13 d'octubre. Però Badoglio no presidiria per gaire temps el govern. Després del rescat de Mussolini, l'alliberament de Roma i una creixent oposició, va ser substituït el 10 de juny de 1944 per Ivanoe Bonomi i d'altres anti-feixistes. Després, es retirà a la vida privada a Grazzano, on morí l'1 de novembre de 1956.
Badoglio mai no va ser jutjat per crims de guerra pels Aliats principalment perquè els va ajudar durant la Invasió d'Itàlia.

## Historial de càrrecs

### Dates de promoció militar
- Sottotenente (16 de novembre de 1890)
- Tenente (7 d'agost de 1892)
- Capitano (13 de juliol de 1903)
- Maggiore (30 de juny de 1912)
- Tenente Colonnello (25 de febrer de 1915)
- Colonnello (25 de maig de 1916)
- Maggiore generale (27 d'agost de 1916)
- Tenente generale (23 d'agost de 1917)
- Maresciallo d'Italia (25 de juny de 1926)

### Càrrecs politicoadministratius
- Vicecap d'Estat Major de l'Exèrcit – 8 de novembre de 1917
- Comandant d'exèrcit – 27 de juny de 1918
- Nomenat Senador del Regne – 24 de febrer de 1919
- Comissari extraordinari de Venècia Julia - setembre a desembre de 1919
- Cap d'Estat Major de l'Exèrcit – 24 de novembre de 1919 – 3 de febrer de 1921
- Membre del Consell de l'Exèrcit (1922-1923)
- Membre de la Comissió Senatorial per la política exterior – 24 de novembre de 1922-10 de desembre de 1923
- Ambaixador al Brasil (23 de desembre de 1923-4 de maig de 1925)
- Cap d'Estat Major General – 4 de maig de 1925 – 1 de febrer de 1927
- Mariscal d'Itàlia (17 de juny de 1926
- Governador de la Tripolitània i la Cirenàica - 28 de desembre de 1928 – 31 de desembre de 1933
- Alt comissari per la colònia de l'Àfrica Oriental Italiana - 28 de novembre de 1935 – 31 de maig de 1936
- Comandant Suprem a Eritrea – novembre de 1935
- Governador general d'Etiòpia (amb títol de Virrei) – 18 de maig de 1936
- Soci honorífic de l'Acadèmia de Lincei (1 de juliol de 1937)
- Membre de l'Acadèmia de ciències de lletres i arts de Modena (1938)
- Síndic de Grazzano
- Cap del Govern – 25 de juliol de 1943-18 de juny de 1944
- Ministre d'Afers Exteriors – 11 de febrer – 18 de juny de 1944
- Ministre de l'Àfrica Italiana – 22 d'abril – 18 de juny de 1944

### Honors i condecoracions
- Duc d'Addis Abeba – 24 de juliol de 1936
- Marquès del Sabotino - 18 d'octubre de 1928
- Orde Suprem de la Santíssima Anunciació – 1929
- Gran Cordó de l'Orde de Sant Maurici i Sant Llàtzer – 17 de juliol de 1921
  - Comendatari de l'Orde de Sant Maurici i Sant Llàtzer – 18 de juny de 1920
  - Oficial de l'Orde de Sant Maurici i Sant Llàtzer – 13 de setembre de 1917
- Gran Cordó de l'Orde Militar de Savoia – 8 de novembre de 1918
- Gran Cordó de l'Orde de la Corona d'Itàlia – 30 de desembre de 1919
  - Gran Oficial de l'Orde de la Corona d'Itàlia – 11 de novembre de 1918
  - Comendatari de l'Orde de la Corona d'Itàlia – 30 de desembre de 1917
  - Cavaller de l'Orde de la Corona d'Itàlia – 4 de juny de 1908
- Gran Oficial de l'Orde colonial de l'Estrella d'Itàlia
- Medalla de Plata al Valor Militar
- Medalla de Bronze al Valor Militar
- Creu d'Or per l'antiguitat al servei
- Medalla commemorativa de la Campanya Líbia
- Medalla commemorativa de la guerra 1915-1918
- Medalla commemorativa italiana de la Victòria de 1918
- Medalla commemorativa de la Unitat d'Itàlia 1848-1918
- Medalla commemorativa de les operacions militars a l'Àfrica Oriental Italiana 1935-36
- Medalla Commemorativa del Període Bèl·lic 1940-43
- 6 Distintius d'Honor